# Kerta Barat
Kerta Barat is een bestuurslaag in het regentschap Sumenep van de provincie Oost-Java, Indonesië. Kerta Barat telt 1317 inwoners (volkstelling 2010).